# Montagne di Bale
Le Montagne di Bale (note anche come montagne di Urgoma) sono una catena montuosa della regione di Oromia, in Etiopia sudorientale, a sud del fiume Auasc. 

## Descrizione
Comprendono il Tullu Demtu, la seconda montagna più alta dell'Etiopia (4377 metri), ed il monte Batu (4307 metri). Il fiume Web, un affluente del fiume Jubba, scorre attraverso queste montagne ad est di Goba. Il parco nazionale delle montagne di Bale ricopre 2200 chilometri quadrati di queste montagne.
Le montagne di Bale sono la dimora di molti animali endemici dell'Etiopia, tra i quali ricordiamo il lupo etiope (Canis simensis), che vive sull'altopiano di Sanetti. Il parco comprende inoltre la foresta di Harenna, situata a sud di questi monti, un'area in gran parte inesplorata in cui abitano molte specie di rettili ancora da scoprire, così come leoni, leopardi e vari tipi di antilope. Oltre alle caratteristiche naturali il parco nazionale offre anche eccezionali opportunità di fare trekking, partendo dal quartier generale del parco, a Dinsho. (Un altro campo base per esplorare queste montagne è Dodola)
Il maggior numero di lupi etiopi vive in questa regione.